# Henryk Sławik

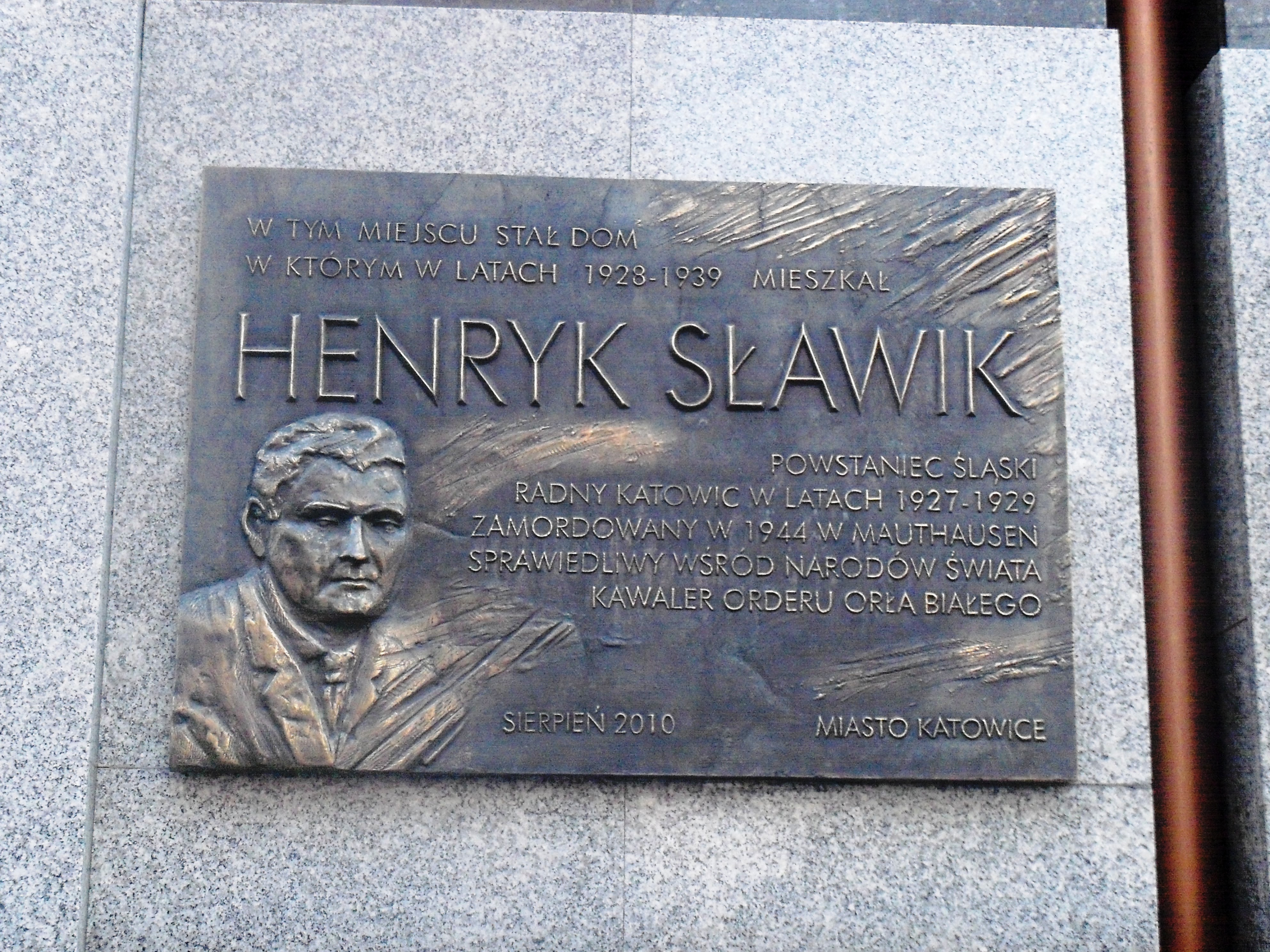
Placa en honor a Henryk Sławik, ubicado en la ciudad de Katowice

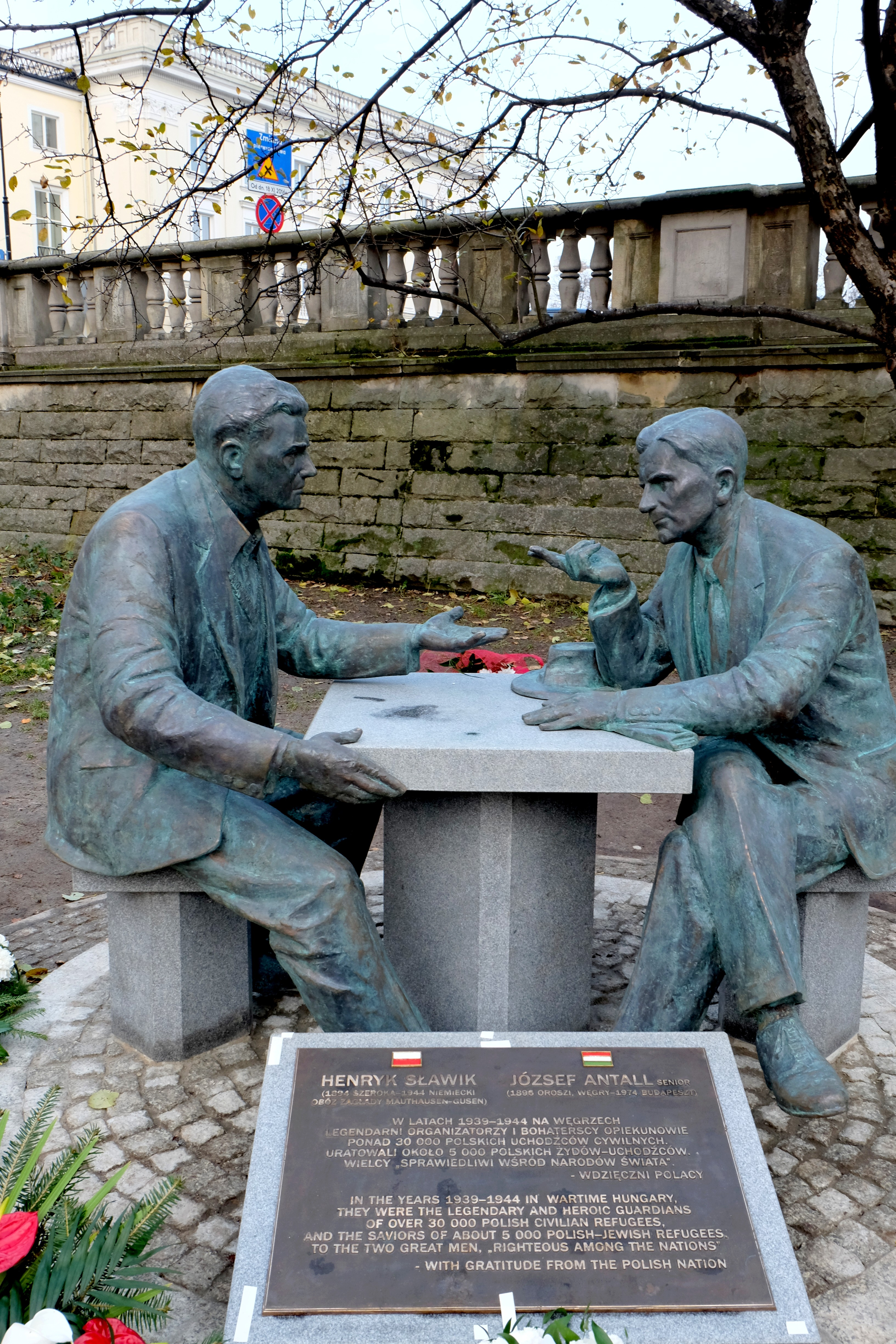
Monumento de Henryk Sławik y József Antall (padre) en Varsovia, Polonia

Henryk Sławik (16 de julio de 1894 - 23 de agosto de 1944) fue un político polaco durante el periodo de entreguerras, trabajador social, activista, y diplomático. En plena Segunda Guerra Mundial llegó a salvar la vida de 30 000 refugiados polacos, incluyendo 5000 judíos en Budapest (Hungría), dándoles pasaportes polacos falsos con la designación de que eran católicos. Fue ejecutado junto con varios de sus amigos y activistas polacos por orden del Reichsführer SS en el campo de concentración de Gusen el 23 de agosto de 1944.

## Biografía
Henryk Sławik nació 16 de julio de 1894 en Timmendorf (ahora Szeroka, parte de Jastrzębie-Zdrój), en el seno de una empobrecida familia silesiana, de la que él tenía 5 hermanos Fue enviado por su madre a un gimnasio (escuela secundaria). Después de su graduación, Sławik dejó su ciudad natal para ir a Pszczyna donde fue reclutado en el ejército durante la Primera Guerra Mundial. Liberado de su internamiento en 1918, se unió al Partido Socialista de Polonia en Alta Silesia y fue a Varsovia para una formación adicional. Participó activamente en el Plebiscito de Silesia como uno de sus organizadores, y comenzó a trabajar como periodista para la Gazeta Robotnicza. Un año después, se convirtió en el editor jefe del periódico.
Una de las razones por las que arriesgó su vida por esas personas fue porque, cuando él era joven, unos judíos lo salvaron de unos adolescentes que lo estaban molestando y agrediendo. 
En 1922, Sławik fue elegido presidente del cabildo regional de la Asociación Juvenil de Obreros "Siłun" y participó en la creación de universidades para la clase obrera. En 1928 se casó con una varsoviana llamada Jadwiga Purzycka, y en 1929 fue nombrado concejal del Ayuntamiento de Katowice, representando a los socialistas. Fue un feroz opositor del partido político Sanacja. Entre 1934 y 1939 Sławik ejerció como presidente de la Asociación de Periodistas de Polonia en Silesia y de Zagłębie (Syndykat Dziennikarzy Polskich Śląska i Zagłębia).

### Segunda Guerra Mundial
Tras el estallido de la invasión alemana de Polonia en 1939 Sławik se unió al batallón de policías movilizados que estaba unido al Ejército de Cracovia. Combatió con distinción durante la retirada de los Montes Cárpatos. Su batallón se fusionó con la 2.ª Brigada de Montaña, con el que defendieron pasos montañosos que conducían hacia Eslovaquia.[cita requerida] El 15 de septiembre, Sławik y sus hombres recibieron la orden de retroceder hacia la frontera nuevamente establecida con Hungría.[cita requerida] El 17 de septiembre, después de que la Unión Soviética entrará a la guerra en contra de Polonia, Sławik cruzó la frontera y fue capturado e internado en un campo como prisionero de guerra. En Silesia, su nombre apareció en la lista alemana nazi de los "enemigos del estado" (Sonderfahndungsbuch Polen).
Sławik fue reconocido como prisionero de guerra en un campo de prisioneros cercano a Miskolc por József Antall (Padre), un miembro del Ministerio de asuntos internos de Hungría, responsables de los refugiados civiles y padre del futuro primer ministro József Antall (Hijo). Gracias a su conocimiento fluido de alemán, Sławik fue enviado a Budapest y permitió la creación del Comité Ciudadano de Ayuda para Refugiados Polacos(Komitet Obywatelski ds. Opieki nad Polskimi Uchodźcami). Junto con József Antall Sr. organizó trabajos para los prisioneros de guerra y desplazó personas, escuelas y orfanatos. También formó una organización clandestina cuyo propósito era ayudar a los polacos exiliados salir de los campos de prisioneros y viajar a Francia o el Oriente Medio para unirse al ejército polaco. Su colega era el teniente e intérprete Ernest Niżunłowski, quién era un ciudadano polaco-húngaro. Sławik también llegó a ser delegado del Gobierno de Polonia en el exilio.

### La Polonia de Wallenberg
Después de que el gobierno húngaro emitiera decretos raciales y separase a los refugiados polacos de ascendencia judía de sus colegas, Sławik comenzó a emitir documentos falsos que confirmaran sus raíces polacas y su fe católica. También ayudó a que varios cientos de judíos polacos llegaran hasta donde los partisanos yugoslavos. Una de sus iniciativas fue la creación de un orfanato para niños judíos (nombrada oficialmente para Escuela para Niños de Oficiales Polacos) en Vác. Para ayudar a encubrir la verdadera naturaleza del orfanato, los niños fueron visitados por autoridades de la Iglesia católica, siendo el nuncio Angelo Rotta, uno de sus visitantes más destacados.
Después de que los nazis tomaran Hungría en marzo de 1944, Sławik pasó a la clandestinidad y ordenó que muchos de los refugiados que estaban bajo su cuidado abandonasen el país. Al haber nombrado un nuevo oficial al mando del campo para judíos polacos, todos fueron capaces de huir y abandonar Hungría. Los niños judíos del orfanato en Vác lograron también evacuar. Sławik fue arrestado por los alemanes el 19 de marzo de 1944. A pesar de que fue brutalmente torturado, no delató a sus colegas húngaros. Fue enviado al Campo de Concentración de Gusen, donde fue ahorcado junto a varios de sus seguidores, el 23 de agosto de 1944. Su esposa sobrevivió a la estancia en el Campo de Ravensbrück y después de la guerra encontró a su hija escondida en Hungría por la familia Antall. El sitio donde Sławik fue sepultado aún es desconocido.
Se estima que Henryk Sławik ayudó a unos 30 000 refugiados polacos en Hungría, aproximadamente 5000 de ellos judíos. Posteriormente a 1948, las autoridades comunistas tanto de Polonia como de Hungría conmemoraron sus acciones y señalaron su importancia para la humanidad. Según Maria Zawadzka del Museo de la Historia de los Judíos en Polonia, Sławik recibió el título póstumo de Justo entre las Naciones por la institución Yad Vashem, el 26 de enero de 1977, pero se logró un amplio reconocimiento solo después de que Zvi Henryk Zimmerman, su compañero en tiempos de guerra y distinguido político israelí, popularizara sus esfuerzos y obras en los años noventa.